# 小さい逃亡者
『小さい逃亡者』（ちいさいとうぼうしゃ）は、史上初の日ソ合作のアドベンチャー映画。1966年公開。
監督は衣笠貞之助、エドゥアルド・ボチャロフ。出演は宇津井健、ユーリー・ニクーリン、京マチ子、船越英二、宇野重吉、太田博之、安田道代、藤巻潤、稲吉千春。　　

## あらすじ
孤児だった川間健は父がモスクワで生存しているという話しを聞く。そのころ日本に来ていたサーカス団の道化師ユーリー・ニクーリンと出会う。
ソ連行きを決意し、ソ連船籍に密航。やがて極東の港湾都市ナホトカに到着する。西へと向かいソ連各地で様々な個性的な人物と意気投合し、別れを惜しみながら西へ旅を続ける。そしてレニングラードに到着してニクーリンと再会を果たす。健はのちに衝撃的な事実に直面した。